# Jacek Zieliński (Fußballspieler, 1967)
Jacek Zieliński (* 10. Oktober 1967 in Wierzbica) ist ein ehemaliger polnischer Fußballspieler sowie heutiger Fußballtrainer und -funktionär.

## Spielerkarriere

### Verein
In seiner Jugend spielte er für Orzeł Wierzbica, bevor er zu Igloopol Dębica wechselte, wo er seine ersten Seniorenspiele bestritt. Den größten Teil seiner Karriere spielte der Abwehrspieler nach seinem Wechsel 1991 beim polnischen Erstligisten Legia Warschau, wo er jahrelang Mannschaftskapitän war. Mit dem Verein wurde er 1994, 1995 und 2002 polnischer Meister und gewann 1994, 1995 und 1997 den polnischen Pokal sowie 1995 und 1998 den polnischen Supercup. 1999 wurde er persönlich zudem als Polens Fußballer des Jahres ausgezeichnet.

### Nationalmannschaft
In der polnischen Nationalmannschaft debütierte er am 7. Juni 1995 gegen Slowenien. Insgesamt absolvierte Jacek Zieliński 60 Länderspiele für Polen, in denen er ein Tor schoss. Er nahm mit Polen an der WM 2002 in Japan und Südkorea teil.

## Karriere als Trainer und Funktionär
In der Saison 2004/05 trainierte er kurzzeitig seinen ehemaligen Klub Legia Warschau und war dann bis 2007 Co-Trainer. 2007 übernahm er wiederum übergangsweise das Traineramt bei Legia Warschau. In der Saison 2007/08 trainierte er den Erstligisten Korona Kielce, ab dem 23. Juni 2008 stand er beim Erstligisten Lechia Gdańsk unter Vertrag, wo man ihn jedoch Anfang April 2009 von seinen Aufgaben entband. Von Mai 2010 an war er Co-Trainer von Franciszek Smuda bei der polnischen Nationalmannschaft. Nach dessen Entlassung verlor auch Zieliński seinen Posten. Im Januar 2013 wurde er Co-Trainer von Marcin Dorna bei der polnischen U20- sowie der U21-Nationalmannschaft.
Im April 2014 wurde er Sportdirektor des Drittligisten Wigry Suwałki, der am Saisonende in die zweite Liga aufstieg und sich dort in den folgenden Jahren jeweils im Mittelfeld der Tabelle platzieren konnte. Im Februar 2017 kehrte er zu Legia Warschau zurück und wurde dort Direktor der Jugendakademie. Ende Dezember 2021 ernannte ihn der Verein zum neuen Sportdirektor.